# Großsteingräber bei Granitz (Hof)
Die Großsteingräber bei Granitz (Hof) waren acht megalithische Grabanlagen der jungsteinzeitlichen Trichterbecherkultur beim ehemaligen Hof Granitz, der jetzt im Gemeindegebiet von Binz im Landkreis Vorpommern-Rügen (Mecklenburg-Vorpommern) aufgegangen ist. Sie wurden vermutlich im 19. Jahrhundert zerstört.

## Forschungsgeschichte
Die Existenz der Gräber wurde in den 1820er Jahren durch Friedrich von Hagenow erfasst und ihre Lage auf der 1829 erschienenen Special Charte der Insel Rügen vermerkt. Von Hagenows handschriftliche Notizen, die den Gesamtbestand der Großsteingräber auf Rügen und in Neuvorpommern erfassen sollten, wurden 1904 von Rudolf Baier veröffentlicht. Die Anlagen bei Granitz wurden dabei nur listenartig aufgenommen.

## Lage
Die Gräber befanden sich nach von Hagenows Karte südwestlich von Granitz im Zwickel zweier Alleen auf einem Feld. Der Standort liegt heute im nördlichen Zipfel der Kleingartenanlage Granitz. Die Gräber lagen recht nahe beieinander: drei Gräber lagen in nord-südlicher Richtung zueinander, südlich davon drei weitere Gräber auf einer annähernd ost-westlich verlaufenden Linie und wiederum südlich davon lagen die beiden restlichen Gräber.
Nordwestlich befanden sich die zerstörten Großsteingräber bei Binz.

## Beschreibung
Nach von Hagenows Liste handelte es sich bei sieben Anlagen um Großdolmen ohne steinerne Umfassungen. Zur Ausrichtung und den Maßen liegen keine Angaben vor. Das achte Grab war ein Großdolmen in einem trapezförmigen Hünenbett. Nach den Kartensignaturen könnte es sich hierbei um das von Norden aus gesehen dritte Grab gehandelt haben. Das Hünenbett dürfte ost-westlich orientiert gewesen sein. Auch bei dieser Anlage liegen keine Angaben zu den Maßen vor.